# Jean Rounault
Jean Rounault (* 14. März 1910 Kronstadt; † 1. August 1987 Le Mesnil-Saint-Denis/Frankreich) war ein rumänisch-deutsch-französischer Schriftsteller und Übersetzer, dessen Name eigentlich Rainer Biemel war.

## Leben
Der älteste Bruder des Philosophen Walter Biemel besuchte zunächst Schulen in Siebenbürgen, ehe man seine Sprachbegabung erkannte und ihn nach Frankreich schickte, wo er ab 1926 das Gymnasium in Toulouse besuchte und dort auch das Abitur ablegte. Er studierte danach bis 1933 an der Sorbonne (mit einer Unterbrechung 1929 bis 1931, als er seinen Militärdienst in Rumänien ableistete).
Ab 1934 war er Paris-Korrespondent Bukarester Zeitungen und übersetzte zusammen mit dem späteren Verleger Bernard Grasset Rilkes Briefe an einen jungen Dichter ins Französische. Er war mit Henry de Montherlant befreundet und forderte Antoine de Saint-Exupéry zur Niederschrift seiner Flugerinnerungen auf (Wind, Sand und Sterne). Er übersetzte zahlreiche Hitler-kritische Texte ins Französische, darunter den Brief, den Thomas Mann nach der Aberkennung der Ehrendoktorwürde an den Rektor der Universität Bonn schrieb.
Beim Einmarsch der deutschen Truppen in Paris 1940 floh er in die unbesetzten Gebiete und wurde 1941 zum Militärdienst in Rumänien einberufen. Dort setzte man ihn als Übersetzer im Außenministerium ein. Im Januar 1945 wurde er – wie viele andere Rumäniendeutsche – in die Sowjetunion deportiert. Eine russische Ärztin bescheinigte ihm fälschlicherweise, nur noch eine Lunge zu besitzen, woraufhin er Ende des Jahres nach Bukarest zurückkehren konnte.
Hier war er einige Jahre am französischen Institut tätig. 1948 ließ sich die Familie in Paris nieder und erhielt die französische Staatsbürgerschaft. Seine Erinnerungen an Russland erschienen 1949 unter dem Titel Mon ami Vassia und erregten aufgrund ihrer Stalin-kritischen Darstellung Aufsehen unter den Linken in Frankreich. Eine kommunistische Zeitung verklagte ihn wegen des Buches.
Er übersetzte auch Rilkes Duineser Elegien ins Französische und war von 1953 bis 1975 als Verleger und Herausgeber in Paris tätig.

## Schriften

### Bücher
- La maison d'ame, 1942 (Gedichte)
- Mon ami Vassia, 1949 (Erinnerungen, Neuausgabe 2009)
- Le troisième ciel, 1952 (Roman)

### Übersetzungen ins Französische
- Thomas Mann, Avertissement à l’Europe, mit einem Vorwort von André Gide, 1937
- Rainer Maria Rilke, Lettres à un jeune poète (mit Bernard Grasset), 1937
- Thomas Mann, La victoire finale de la démocratie, 1939
- Goethe, Le Second Faust (mit Alexandre Arnoux), 1942
- Rainer Maria Rilke, Élégies de Duino, 1949
- Hans Fallada, Le buveur (mit Lucienne Foucrault), 1952.

### Editionen
- Mein Freund Wassja, herausgegeben und mit einem Nachwort versehen von Georg Weber und Oliver Sill; aus dem Französischen übersetzt von Claudia Brink, 1995. ISBN 3-412-14294-8